# Neopetrobia leipoldtiae
Neopetrobia leipoldtiae är en spindeldjursart som beskrevs av Meyer 1987. Neopetrobia leipoldtiae ingår i släktet Neopetrobia och familjen Tetranychidae. Inga underarter finns listade i Catalogue of Life.